# Xoán Manuel Pintos Villar
Xoán Manuel Pintos Villar (Pontevedra, 1811 - Vigo, 1876) fou un escriptor i lexicògraf gallec. Va estudiar humanitats amb els dominics de La Corunya i Dret a la Universitat de Santiago de Compostel·la. Va ser jutge a Cambados i Pontevedra. Registrador de la propietat a Vigo. Autor d'A gaita galega (1853), en prosa i vers, dividida en set parts, en les quals va reconstruint la videa camperola gallega, intentant reflectir les variants del parla popular gallega. Destaca el seu idil·li bucòlic en vers "Antonio y Margarita".
Es considera a Pintos, al costat del poeta social Manuel Curros Enríquez, Eduardo Pondal i Rosalía de Castro, un dels impulsors del Rexurdimento. Com a filòleg va reunir molts materials lèxics fins a un total de catorze mil veus, però no va arribar a publicar-los. Una còpia manuscrita de prop de 1865 es conserva en la Reial Acadèmia Gallega amb el títol Vocabulario gallego-castellano. Hi ha notícies que Pintos va començar aquest treball en 1853. N'hi ha una versió electrònica deguda a Margarita Neira López i Xesús Riveiro Costas. Pintos es declarava a favor de crear una koiné, o llengua comuna, en comptes de promocionar a llengua literària qualsevol dels dialectes gallecs, la qual cosa portarà a terme la Reial Acadèmia Gallega fundada en 1906.
Breu biografia.
Els seus pares eren Basilio García Pintos i Ramona Villar Rodríguez, tots dos naturals de Pontevedra. Estudià primer Humanitats a La Corunya i posteriorment Dret (1829-1835) a Santiago de Compostel·la. De 1837-1840 va treballar com a advocat a La Corunya, més tard, el 1840, va ser nomenat Jutge de primera instància a Cambados pel govern progressista. A l'any següent es va casar amb Serafina Amando Boullosa, amb la qual va tenir catorze fills. Després de ser acomiadat com a jutge en 1844 pel govern conservador i fins a 1862 va exercir com a advocat a Pontevedra. Finalment, des de 1862, va ser Registrador de la Propietat a Vigo. Col·laborà amb els diaris El País i La Perseverancia, tots dos editats en Pontevedra.

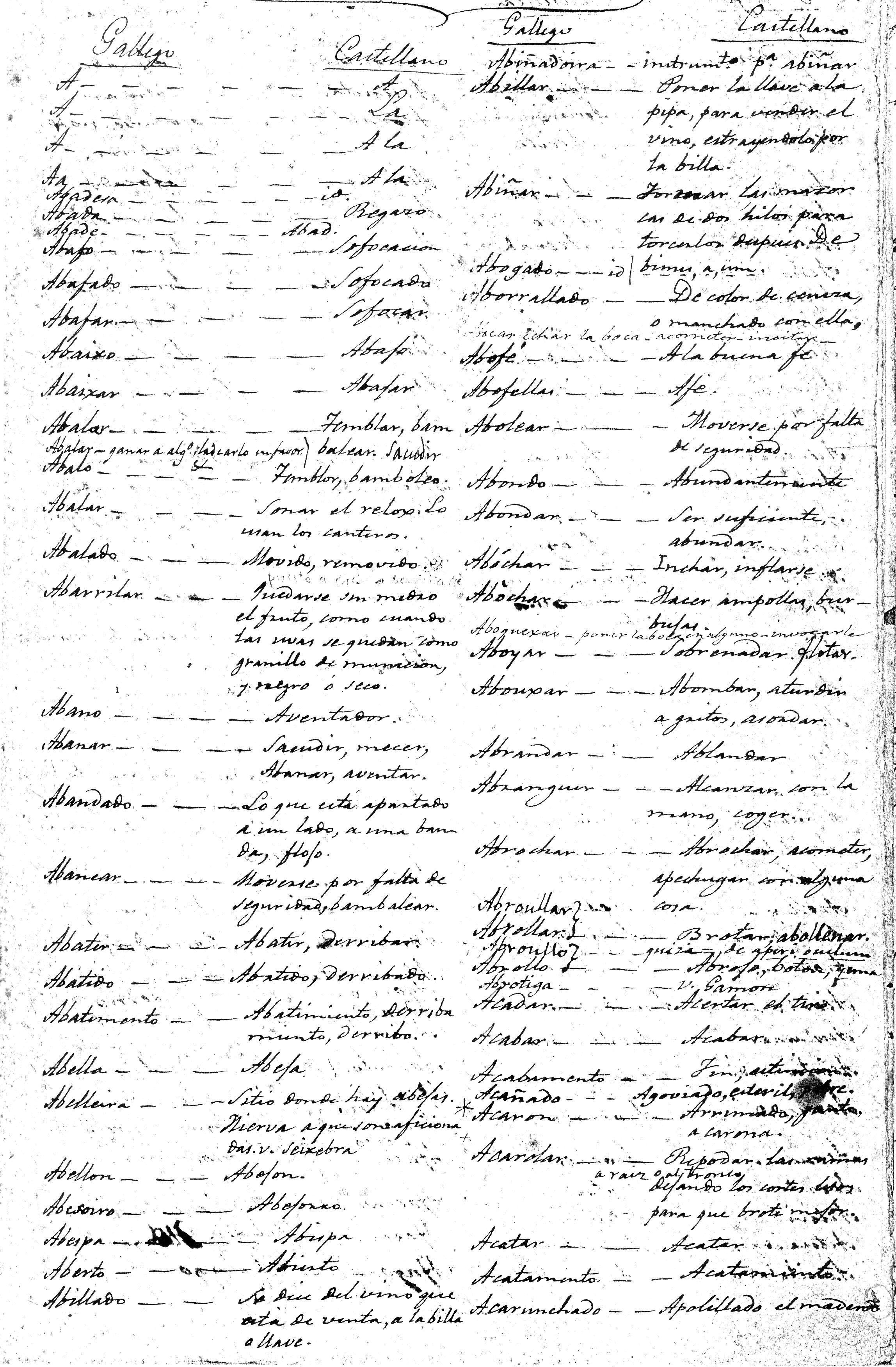
Original del vocabulari gallec-castellà d'en Xoán Manuel Pintos

## Obra en gallec

### Llibres
- A gaita gallega tocada polo gaiteiro, ou sea Carta de Cristus para ir deprendendo a ler, escribir e falar ben a lengua gallega e aínda máis, 1853
- Breve Diccionario escrito por el tamborilero para facilitar la inteligencia de la Gaita Gallega tocada por el gaitero, 1853
- Vocabulario gallego-castellano.[1]
- Obra poética dispersa de Xoán Manuel Pintos Villar, 2006, CCG.

### Obra poètica dispersa[2]
- "Dándome parte Faustino Domínguez de su casamiento con Luísa Coumes Gai le contesté en 13 de marzo de 1843 a la suya del 6 del mismo lo siguiente"
- "Á entrada do Señor Arsibispo cando viña do seu desterro de Mahón. Cantábase na porta de San Roque en Santiago" (1844)
- "Romance das dúas beatas" (1845)
- "O Achadizo" (1845)
- "A usura" (1845)
- "Contos da aldea" (1846)
- "A las gentes del campo en la festividad de Nuestra Señora del Refugio, la Divina Peregrina" (s.d.)
- "Queixumes dunha fonte" (1857)
- "Antonio e Margarida" (1857)
- "Saudades de un pastor" (1857)
- "Os nenos" (1857)
- "1858" (1857)
- "Consellos da tía Fuca á súa sobriña" (1858)
- "Xacinto e Catriña" (1858)
- "Égloga. Delores e Alexandre" (1858)
- "Os labregos de Galicia á reina de España doña Isabel II" (1858)
- "Cando te vexo nesa cruz pendente" (1858)
- "O reiseñor" (1858)
- "A Pontevedra" (1858)
- "Contos da aldea que parecen historias da vila ou historias da vila que parecen contos da aldea" (1858-1859). En El Álbum de El Miño.
- "No seimento da fermosa filla de D. Domingo Lareu" (1859?)
- "Contestación á Epístola de Alberte Camino" (1859)
- "Recramo" (1859)
- "A Sarmiento" (1859)
- "A Galicia", 1 de setembro de 1861. En Galicia. Revista Universal de este Reino, nº 23. pp. 364-368.
- "A Cuba"
- "Un cego diante da cadea" (1865. O poema s.d. pero seguramente de 1853 ou 1854)
- "Bieito e Manuela" (1867)
- "Meting en Lérez" (1869)
- "Ao poeta D. T. V. T., fillo de Vigo" (1875)
- "A Vesteiro Torres" (1876)
- "O loito" (s.d.)

## Obra en castellà
En castellà Pintos sols publicà algun poema en La Caridad e El Desengaño (1872), una elegia ("Fatal anuncio en pavorosos ayes", Faro de Vigo, 2/11/1875) i un llarg estudi en prosa titulat "El poeta y el orador" (Faro de Vigo, 6/3/1875).